# Observatório de Genebra

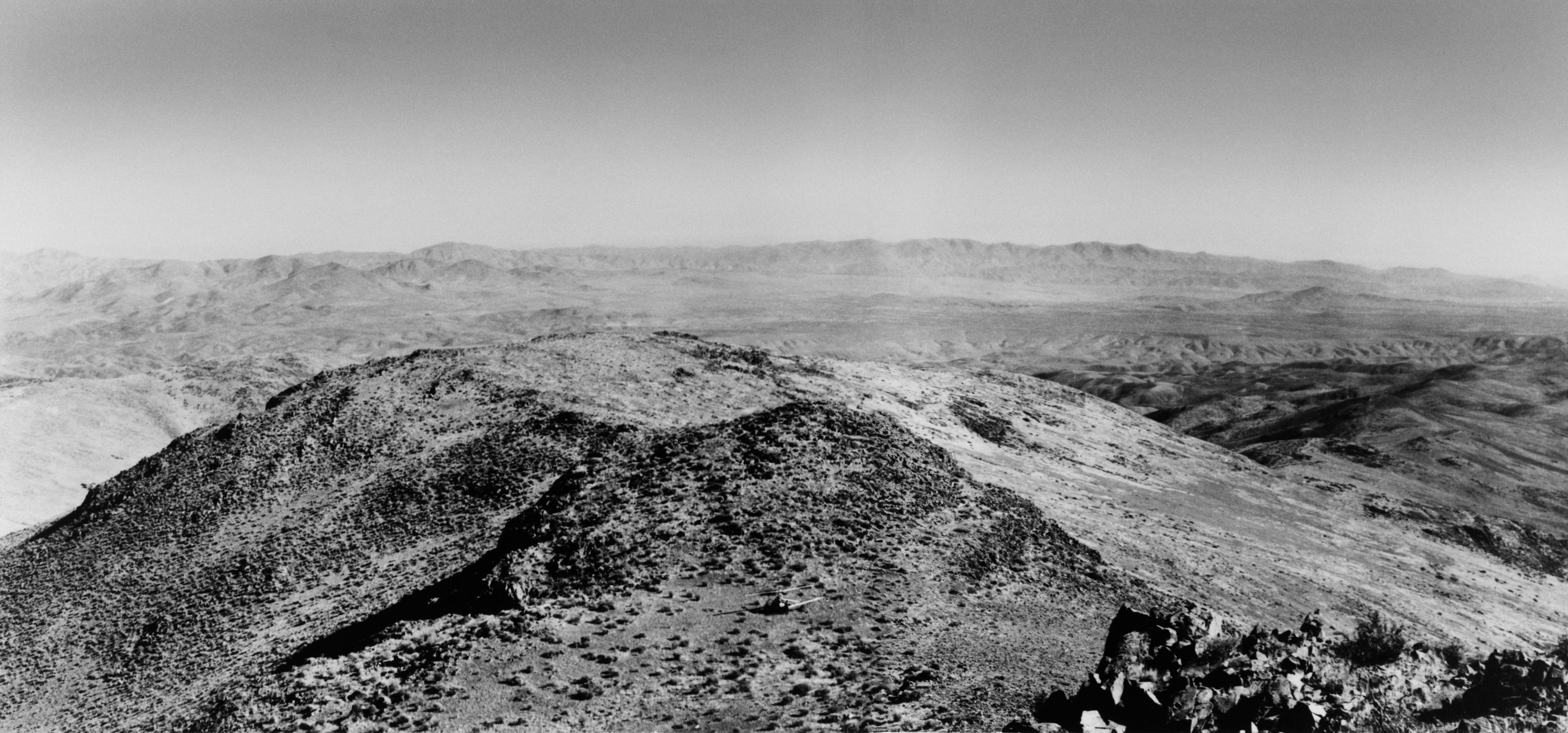
O Observatório de Genebra opera alguns dos telescópios La Silla.

Observatório de Genebra (em francês Observatoire de Genève, em alemão Sternwarte Genf) é um observatório astronômico em Sauverny no município de Versoix, Cantão de Genebra, Suíça. Ele tem participado ativamente em descobrimentos de exoplanetas, em fotometria estelar, em modelos de evolução estelar, e tem participado em missões da ESA: Hipparcos, INTEGRAL, Gaia e Planck.
Opera o telescópio Leonhard Euler de 1,2 metros em La Silla, e o telescópio Mercator, em colaboração com a Universidade Católica de Lovaina, na Bélgica. Este segundo telescópio, gêmeo do primeiro que encontra-se no Observatório do Roque de los Muchachos, na ilha de La Palma, que faz parte do arquipélago das Ilhas Canárias.
Em cooperação com a Universidade de Lieja suporta TRAPPIST, um telescópio de 0,6 metros que ajudou a demonstrar que Éris pode ser menor do que Plutão, em 2010. O programa também observa os cometas e caça exoplanetas.